# Tegnérs torn

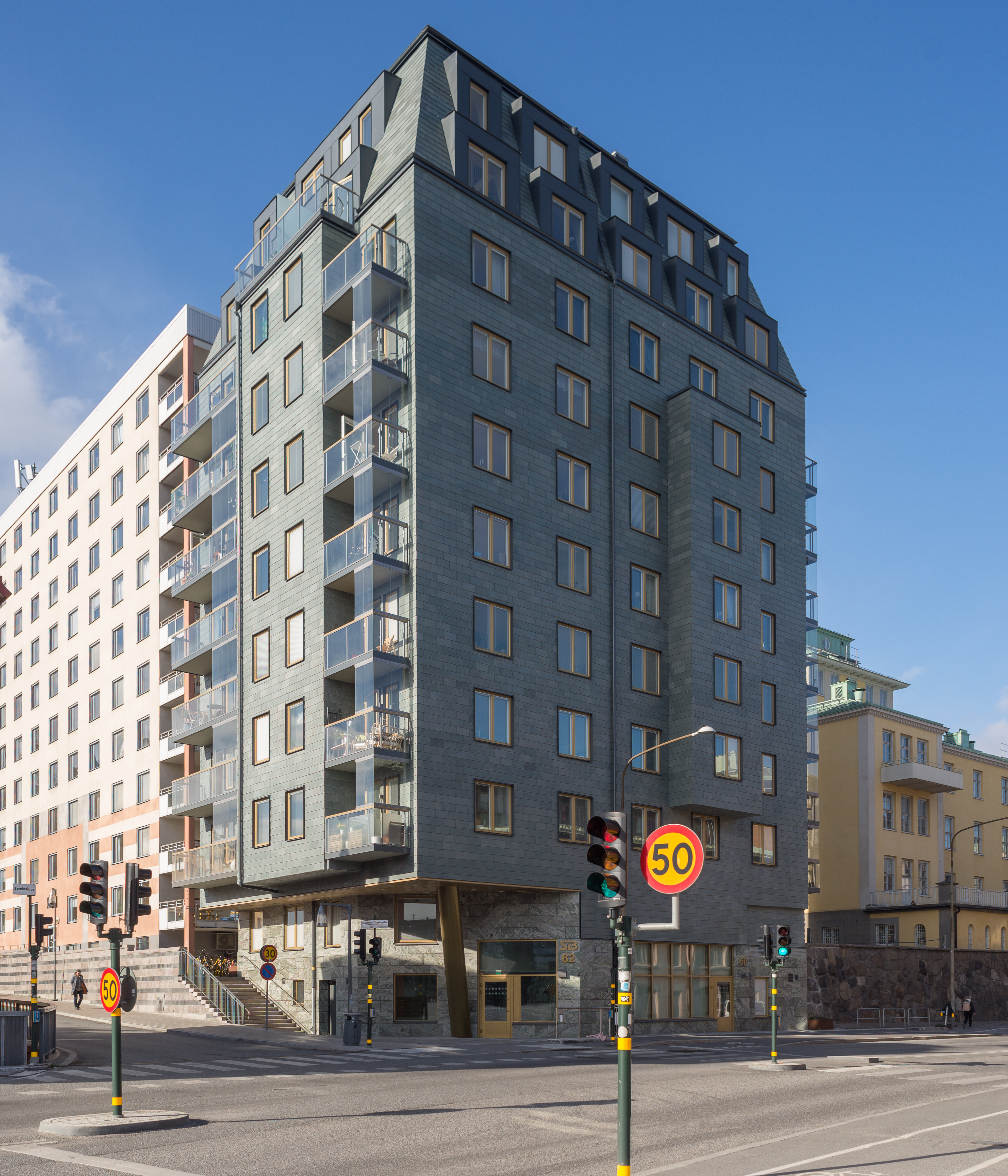
Huset i april 2020.

Tegnérs torn är ett bostadshus i Stockholm uppfört på en tidigare obebyggd tomt på Sabbatsbergsområdets sydligaste del. I söder vänder sig huset mot Tegnérgatan och Barnhusbron. Huset uppfördes 2017–2019 av Serneke för ägaren Svenska Bostäder efter ritningar av Varg Arkitekter. Huset nominerades till Årets Stockholmsbyggnad 2020, som en av tio finalister, och kom på sjätte plats. Huset blev också nominerat till Stenpriset 2019.

## Arkitektur
Tegnérs torn har tio våningar med lägenheter och har både fasad och tak i grönt skiffer. Syftet är enligt Varg Arkitekter att skapa en sammanhållen volym. Sockeln är klädd med kolmårdsmarmor. Det branta taket med takkupor i två våningar ska relatera till Tegnérgatans lägre volymer. Syftet har varit att skapa en karaktärsfull, tydlig husvolym som samtidigt inordnar sig i det omgivande stadslandskapet.
Huset innehåller 42 lägenheter upplåtna med hyresrätt i storlek från ettor med kök till treor med kök. Fem av lägenheterna är entresolslägenheter där vardagsrummen har dubbel takhöjd. Av lägenheterna har 39 stycken balkonger.

## Nomineringar
Fastigheten nominerades som ett av tio projekt till Årets Stockholmsbyggnad 2020 med motivering:
| ” | En signalbyggnad som med sin alldeles egna karaktär markerar brofästet och samtidigt en bortglömd plats i staden och skapar nya kvaliteter i rummen runt omkring. Byggnaden är omsorgsfullt gestaltad och väl avvägd. Med många små karaktärsgivande delar som tillsammans bildar en sammanhållen helhet samt konsekvent materialval smälter den in i kollaget av byggnader i området. | „ |

Fastigheten nominerades dessutom som ett av tio projekt till Stenpriset 2019  med motivering:
| ” | En fasad och ett tak klädda i grön skiffer ger en sammanhållen känsla | „ |

## Bilder

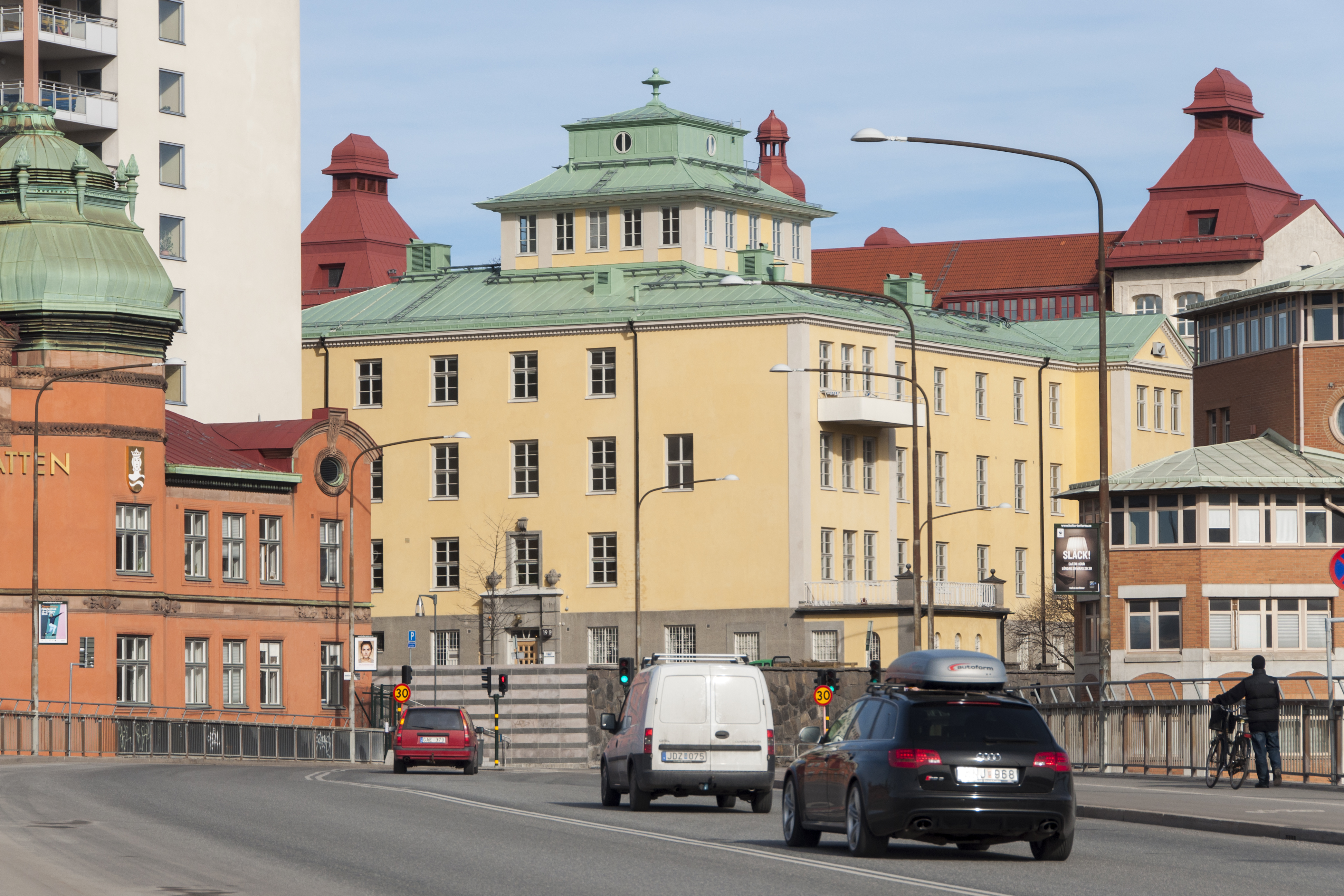
Vy mot tomten från Barnhusbron innan huset byggdes.
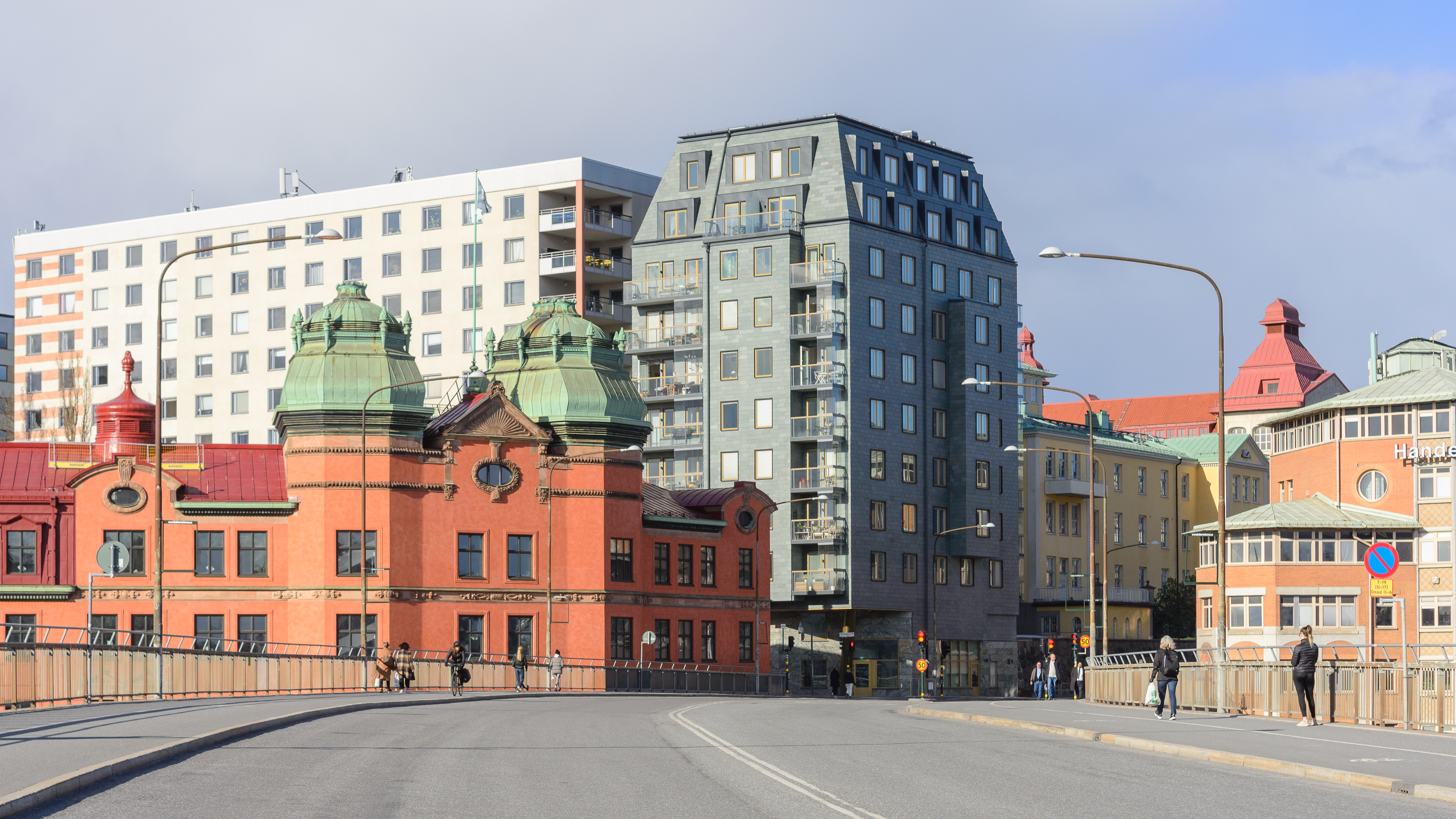
Huset sett från Barnhusbron.
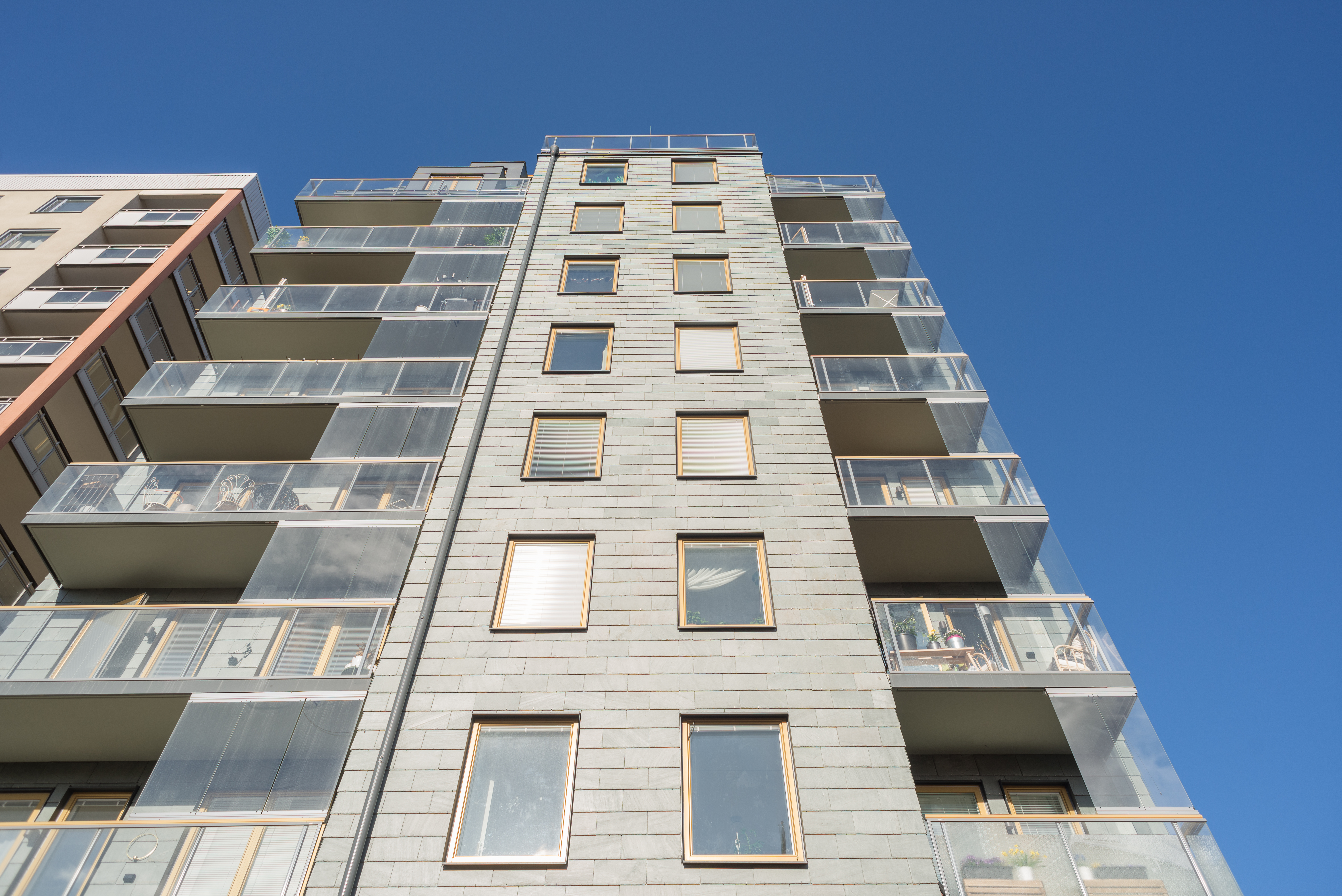
Fasad.
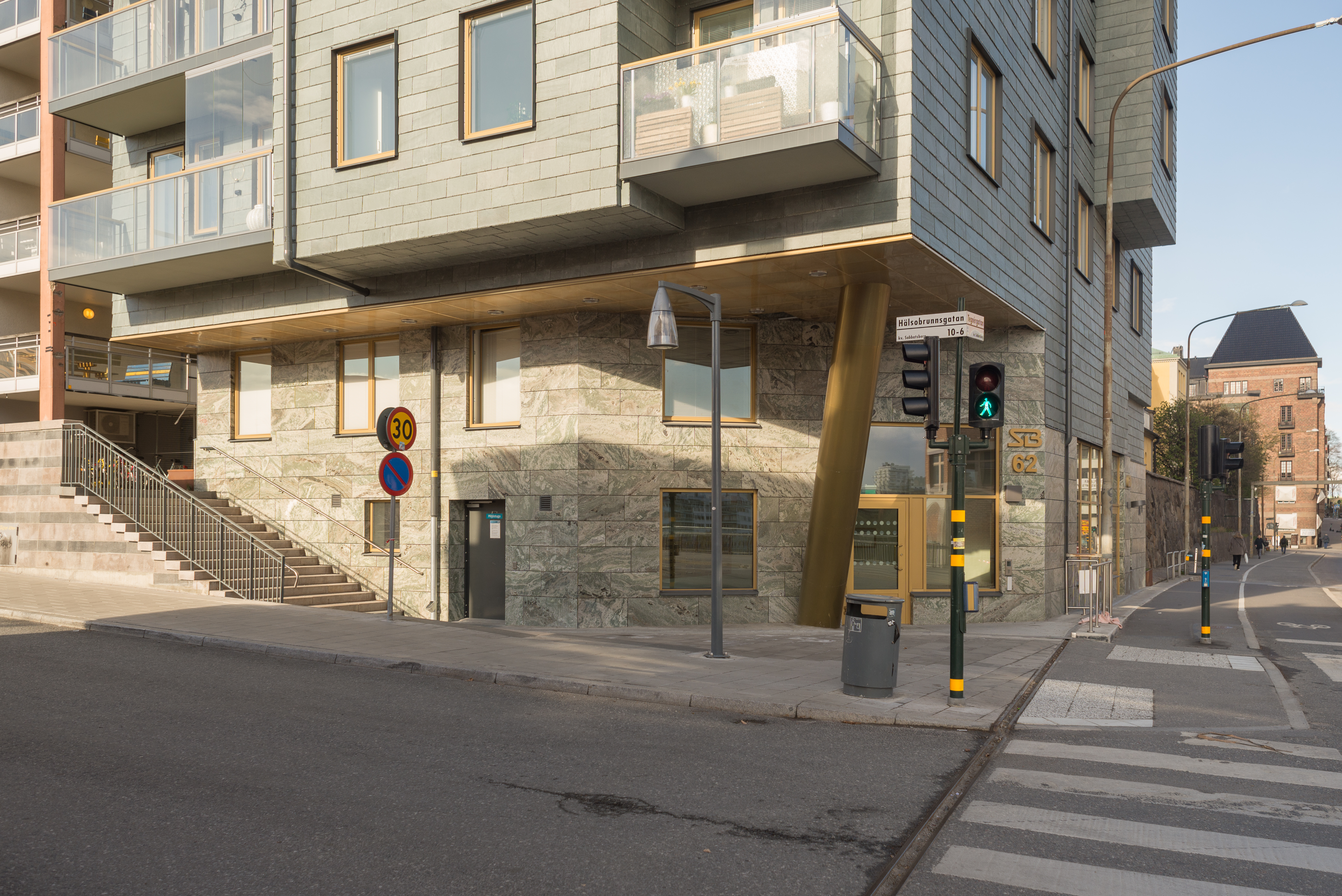
Entrén.